# Jesús Antonio Aguilar Íñiguez
Jesús Antonio Aguilar Íñiguez (Escuinapa, Sinaloa; 6 de junio de 1961-Mazatlán, Sinaloa; 9 de mayo de 2020) fue director de la Policía Ministerial de Sinaloa.

## Trayectoria Policial
Conocido como 'Chuytoño' saltó a la escena pública el 29 de agosto de 2000, cuando el entonces gobernador Juan Millán Lizárraga lo nombró director de la Policía Ministerial del Estado. 

## Controversias

### Investigación de la SIEDO
En octubre de 2001, iniciaron los señalamientos en su contra tras la captura de José Nilo Rojo Rosales, alias 'El Bivio', en Mazatlán, presunto miembro del cártel de Tijuana, quien días después publicó un desplegado en el que lo acusaba de proteger a Ismael 'El Mayo' Zambada, ubicado por la PGR como uno de los líderes del cártel de Sinaloa. 
En junio de 2004 detuvieron a su hermano Tamar Salatiel Aguilar Íñiguez junto con siete personas más, entre ellos Antonio Fraustro Ocampo, supuesto operador del cártel de Sinaloa en el sur del estado; en esa ocasión se deslindó de las actividades de su hermano. 
La PGJE le inició un proceso administrativo por supuesto enriquecimiento ilícito, después de que un semanario publicara que tenía propiedades valuadas en varios millones pesos.
La carrera policial de 'Chuytoño' en la PME se vio truncada con el homicidio de Rodolfo Carrillo Fuentes, hermano menor de Amado Carrillo, 'El Señor de los Cielos', el 11 de septiembre de 2004, crimen que destapó la protección de agentes de la PME a los cárteles de Juárez y Sinaloa. 
El 16 de septiembre de 2004, Aguilar Íñiguez y Martiniano Vizcarra renunciaron a sus cargos de director y subdirector de la PME, para no entorpecer las investigaciones de la PGR.
Un día después, el entonces Subprocurador de Investigación Especializada en Delincuencia Organizada, José Luis Santiago Vasconcelos, reveló a una diario de la Ciudad de México que investigaban al exfuncionario por vínculos con los hermanos Carrillo Fuentes. 
El 28 de mayo de 2010 la PGR publicó una lista de presuntos delincuentes por los que ofrecía 5 millones de pesos para quien proporcionara información para su captura.
Entre esas personas estaban 'Chuytoño', su esposa, Martiniano Vizcarra, Carlos Núñez y Ovidio Plata.

### Examen de control y confianza
El titular de la Policía Ministerial presentó su examen de control y confianza en 2012 y a la fecha no ha sido aprobado, por lo que, según lo planteado en la Ley General de Seguridad Pública, debería ser removido de su cargo.

## Fallecimiento
Murió el 9 de mayo de 2020 a los 58 años a causa de un Paro cardiorrespiratorio y complicaciones por COVID-19 cuando se encontraba internado en el Hospital General de Mazatlán.